# X世代
X世代（エックスせだい）、ジェネレーションX（英: Generation X）とは、アメリカ合衆国などにおいて概ね1965年から1970年代に生まれた世代のことである。ベビーブーマーの次の世代で、ミレニアル世代（Y世代）の前の世代に当たる。
13th Generation（第13世代）とも呼ばれる。

## 語源
1950年代にハンガリーの写真家、ロバート・キャパにより出版された、第二次世界大戦後生まれの青年を撮影した写真集、『Generation X』を出拠とする。現代の社会的文脈においては1991年、ダグラス・クープランドにより上梓された著書『ジェネレーションX -加速された文化のための物語たち』が国際的にベストセラーとなったことより称されている。クープランドによる著書においては、当時青年期であった、およそ西暦1965年 - 1980年出生者を「ジェネーションX」と標榜した。英語の「X」には、SFテレビドラマの「X-ファイル」や、発見された当時に得体の知れぬ物体であったことから「X」と称された名残を持つ「X線」など、ギリシャ語の「X (カイ)」から転じられた「未知」を表しており、「前世代のベビーブーマーよりもつかみどころのない、未知なる世代」であるとして、欧米にて人口に膾炙した。

## 特徴
ケネディ政権（1961年 - 1963年）後の時代からベトナム戦争終結（1975年）後までの時代に生まれた世代である。生まれた時期はテレビの爆発的な普及が始まった時期であり、ベトナム戦争、キューバ危機やヒッピー運動の時期に1桁台を過ごした。そして、ヒッピー運動の衰退とベトナム戦争の終結による「しらけムード」の中で10代を過ごした。親世代の離婚率が上昇し始めた時期に子供世代を過ごしたため、親からの監督が少なくなり始めた世代とも言われる。
大学の学費が高騰し始める直前の世代であり、以降のミレニアル世代（Y世代）からは親が裕福でない限り学生ローンに苦難する世代となった。
社会に進出する1980年代から1990年代半ば頃にかけては冷戦末期からソビエト連邦の崩壊後の時期であり、ジャック・ウェルチを初めとする大資本家が「リストラ」「ダウンサイジング」と称した整理解雇ブームを惹き起こした時期であった。このため、X世代は軒並み就職難に遭遇した。反面、1990年代半ばからインターネットビジネスの勃興期には好景気となり（ドットコムバブル）、この頃に10代後半から30代前半を過ごしたため、ネットビジネスの創業者もこの世代に多い（特に1970年代後半生まれは76世代とも呼ばれる）。Googleの創業者のラリー・ペイジ、Yahoo!のジェリー・ヤン、テスラのイーロン・マスクなど（Amazon.comのジェフ・ベゾスはX世代より1年早い1964年生まれ）。しかし、2000年代にはITバブル崩壊、アメリカ同時多発テロ、リーマンショックなどを、キャリアの道半ばに経験することになる。
文化的には、X世代の少し上の世代（ベビーブーマー後半）の間で、1970年代後半から1980年代前半にパンク・ロックの勃興が起こり、X世代には10代の頃にパンクを聞いて育った者もいる。ケーブルテレビの音楽チャンネルMTVの与えた影響は大きく、若者文化的には「MTV世代（MTV Generation）」と呼ばれることもある。1990年代になると、X世代から白人はグランジ（ニルヴァーナ、リンプ・ビズキット、コーン、スリップノット）や黒人はゴールデンエイジ・ヒップホップ（ドクター・ドレー、スヌープ・ドッグ、2パック、ノトーリアス・B.I.G.、ウータン・クラン、エミネム）のアーティストを生み出した。
ベビーブーマーが影響力を持った1960年代は社会運動の時代、ベビーブーマー後半が影響力を持った1970年代は自己啓発の時代（この世代は「ミー・ジェネレーション（ Me generation）」と呼ばれる）、さらに1980年代は自己中心主義の時代とも呼ばれることがある。1972年のウォーターゲート事件は、最高権力者かつ正義の人格者であるはずの大統領への希望と信頼を失墜させ、慢性的な政治不信が社会に定着した。X世代は個人主義と内向性を特徴としており、政治や社会に対して冷めている傾向が強い。2016年と2020年の大統領選では、ドナルド・トランプの大きな支持基盤となった。特に2020年では、X世代とベビーブーマー後半生まれの投票者は、その大半がトランプを支持した世代となった（2020年の選挙では45 - 64才の投票者は過半数がトランプに投票した。それ以外の年齢層ではバイデン支持が過半数だった）。次世代のミレニアル世代の多くが、理想主義的（環境保護主義や国際協調主義、リベラル傾向）で2008年と2012年にはバラク・オバマ支持者であったのと対照的である（ただし、ヒラリー・クリントンもミレニアル世代の多くから嫌われていたため、2016年はミレニアル世代の多くが民主党をボイコットし苦い選挙となった）。

## アメリカ合衆国以外
日本では概ね1960年代中期から1970年代生まれが該当し、これはバブル世代から就職氷河期世代にもあたる。
チリなど南米諸国の同世代も、1980年代の「失われた10年」に遭遇した就職難の世代である。
ベトナム戦争期に幼少期を送った日本におけるしらけ世代（W世代）、果てはバブル世代のアメリカ版に相当するが、日本の場合成人したときバブル景気真っ最中であったため就職に不自由していない点が異なる。そういう点では、バブル崩壊後の就職難を経験した団塊ジュニア、およびポスト団塊ジュニア世代（これら世代はいずれも氷河期世代、或いはロスジェネ世代と呼ばれる）がむしろアメリカのX世代に近いといえる。